# Arvidsjaurs samrealskola
Arvidsjaurs samrealskola var en realskola i Arvidsjaur verksam från 1940 till 1965.

## Historia
Skolan bildades som en högre folkskola 1934 som 1 januari 1940 ombildades till en kommunal mellanskola. Denna ombildades från 1944 successivt till Arvidsjaurs samrealskola. 
Realexamen gavs från 1940 till 1965.